# LSV Kamp-Köslin
Der Luftwaffen-Sportverein Kamp-Köslin war ein deutscher Sportverein in Köslin. 
Der wohl im Jahre 1940 gegründete Verein sorgte im Tschammerpokal 1941 für Aufsehen, als er als einziger unterklassiger Verein bis ins Viertelfinale vorstoßen konnte. Dort unterlag er dem späteren Pokalsieger Dresdner SC nach einer ausgezeichneten Leistung mit 1:4, drei Treffer erzielte Dresdens Torjäger Richard Hofmann.
Zur Saison 1942/43 stieg der Verein in die Gauliga Pommern auf und dominierte als Aufsteiger die Ost-Staffel. Als Neuling schloss man mit 17-3 Punkten und einem Torverhältnis von 84:6 die Saison ab und stand im Finale um die Gaumeisterschaft gegen den LSV Pütnitz, der während der Saison ohne Punktverlust geblieben war. Nach einem 1:1 im ersten Aufeinandertreffen verlor der Verein die zweite Partie um die Gaumeisterschaft vor 5.000 Zuschauern mit 1:3. In der folgenden Saison findet sich kein Hinweis mehr auf eine Teilnahme des LSV Kamp am Ligabetrieb. Spätestens im September 1944 wurde der Verein aufgelöst.